# Monumento a Pío Baroja
El monumento a Pío Baroja es una escultura española dedicada al escritor Pío Baroja, que se encuentra situada al final de la Cuesta de Moyano, junto al cruce con la calle de Alfonso XII de Madrid. Es obra del escultor Federico Coullaut-Valera.

## Descripción
La estatua consiste en una figura completa de pie del escritor, vestido con un gabán un poco abierto, bufanda y boina, que era la ropa que le caracterizaba, y con las manos cruzadas por delante como en actitud de reposo.

## Historia
El monumento, realizado por Federico Coullaut-Valera, se levantó para dar respuesta al acuerdo municipal de la Comisión Permanente del 3 de agosto de 1978, que recogía la propuesta realizada un año antes por el concejal Horcajo. La inauguración fue el 17 de marzo de 1980 y contó con la asistencia de los sobrinos y herederos del autor, los intelectuales Julio  y Pío Caro Baroja y el entonces alcalde de Madrid, Enrique Tierno Galván.
Para su ubicación, se tuvieron en cuenta varios puntos. Debido a que la Cuesta de Moyano era una zona por la que el autor solía pasear, se pensó en primer lugar en su cruce con el Paseo del Prado y también con la calle de Alfonso XII. Finalmente, se levantó en el interior del Parque de El Retiro junto a la Puerta del Ángel Caído, al inicio del Paseo de Fernán Núñez.
El coste del monumento fue de 1.100.000 pesetas de la estatua y 1.344.055 pts. del pedestal. A estos importes hubo que sumar el de la creación de un solado circular de piedra en la base que por la parte delantera formaba un escalón para salvar el desnivel topográfico. La empresa que se encargó de la ejecución fue Fernando Chicharro Bravo y el autor del pedestal fue el arquitecto municipal Joaquín Roldán.
En 1997, se realizó un proyecto para trasladar la estatua al centro de la isleta de la calle de Alfonso XII. Con la remodelación del eje Prado-Recoletos se peatonalizó la Cuesta de Moyano y el 19 de abril de 2007 la estatua se situó en el extremo de la Cuesta de Moyano próximo a la calle Alfonso XII, emplazamiento más acorde con la intención original. Se da la circunstancia de que Baroja fue uno de los firmantes de la solicitud, que en 1925 remitieron un grupo de escritores al Ayuntamiento de Madrid para solicitar una feria de libros estable en la ciudad, que actualmente se ubica en la misma Cuesta de Moyano al lado de su escultura.

## Galería

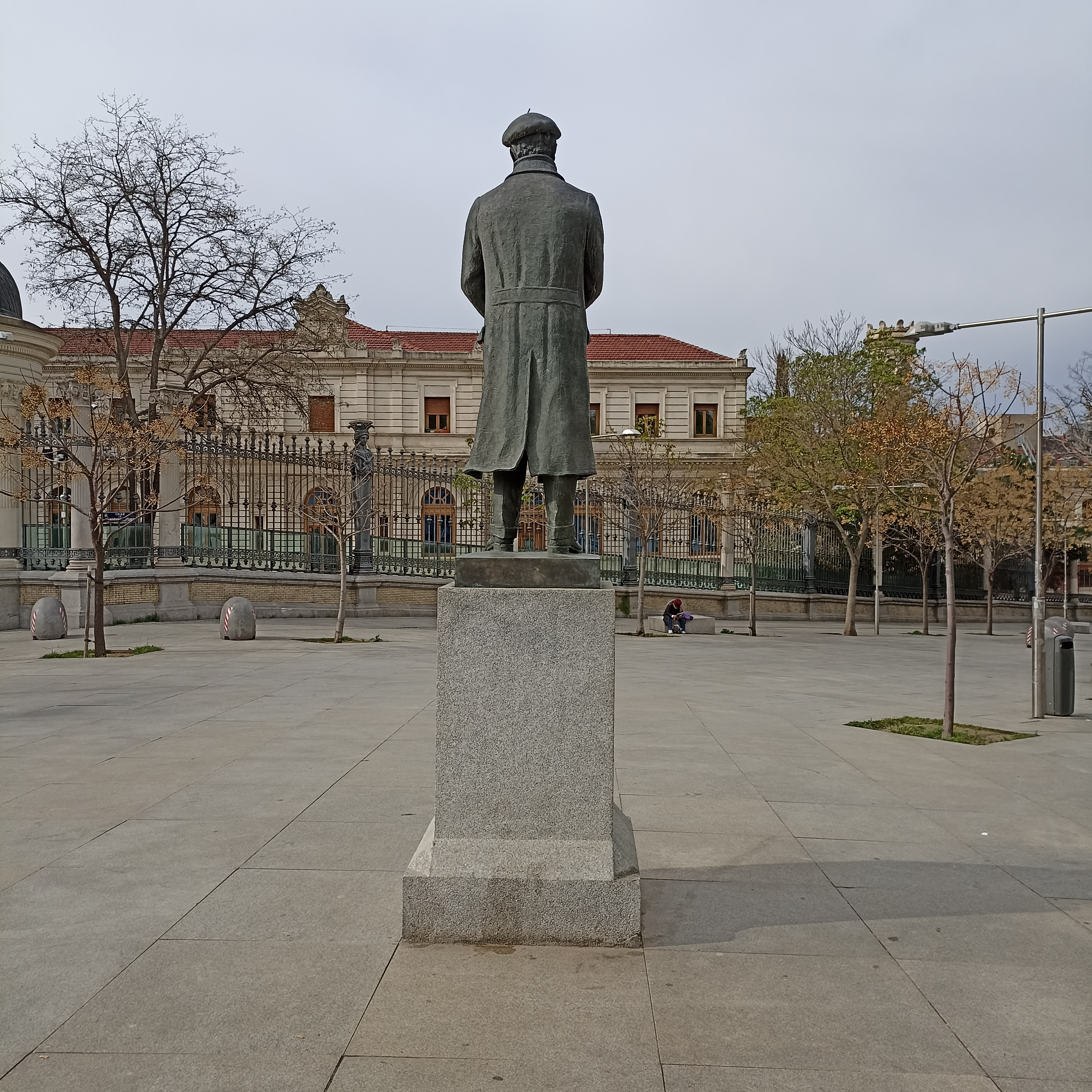
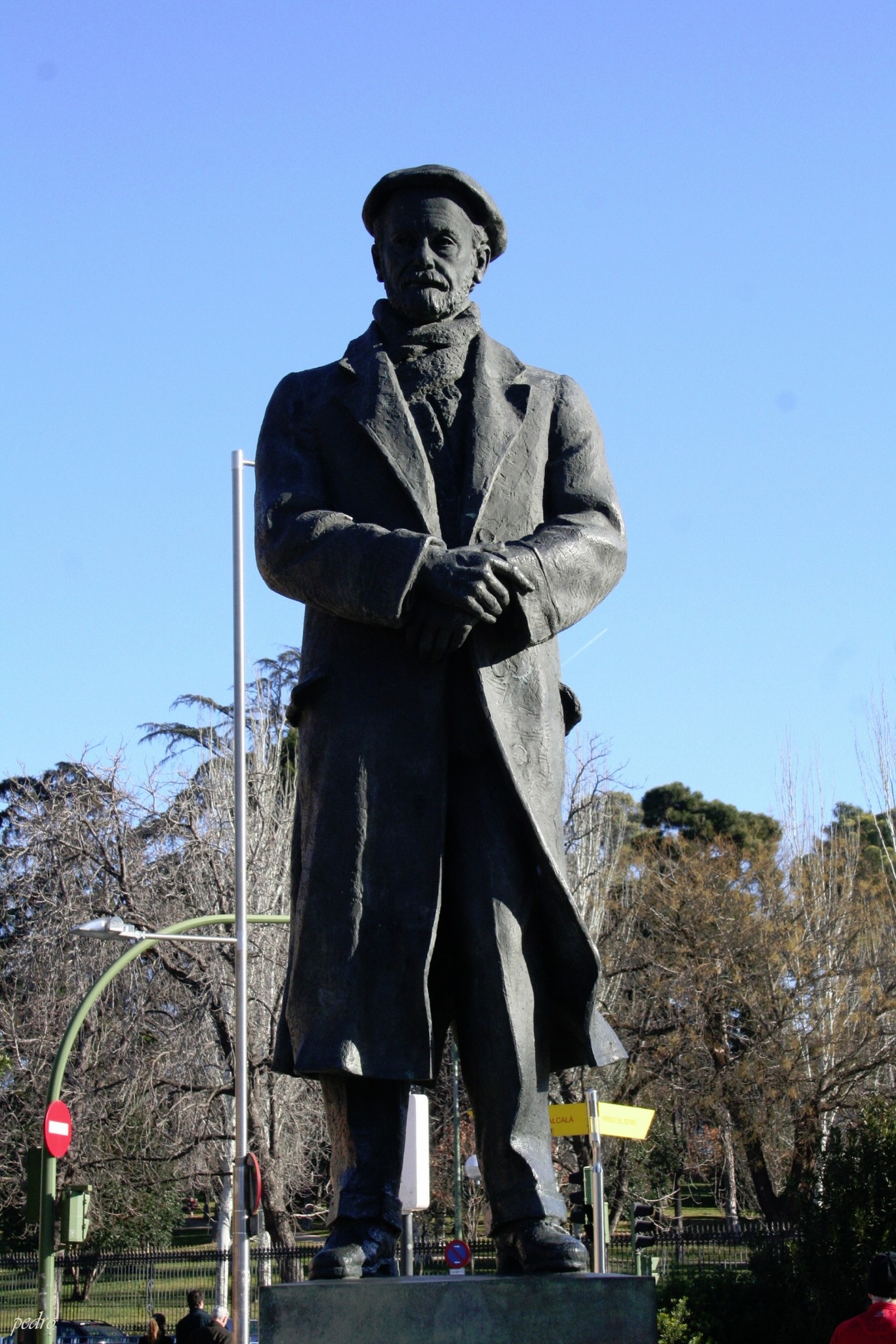
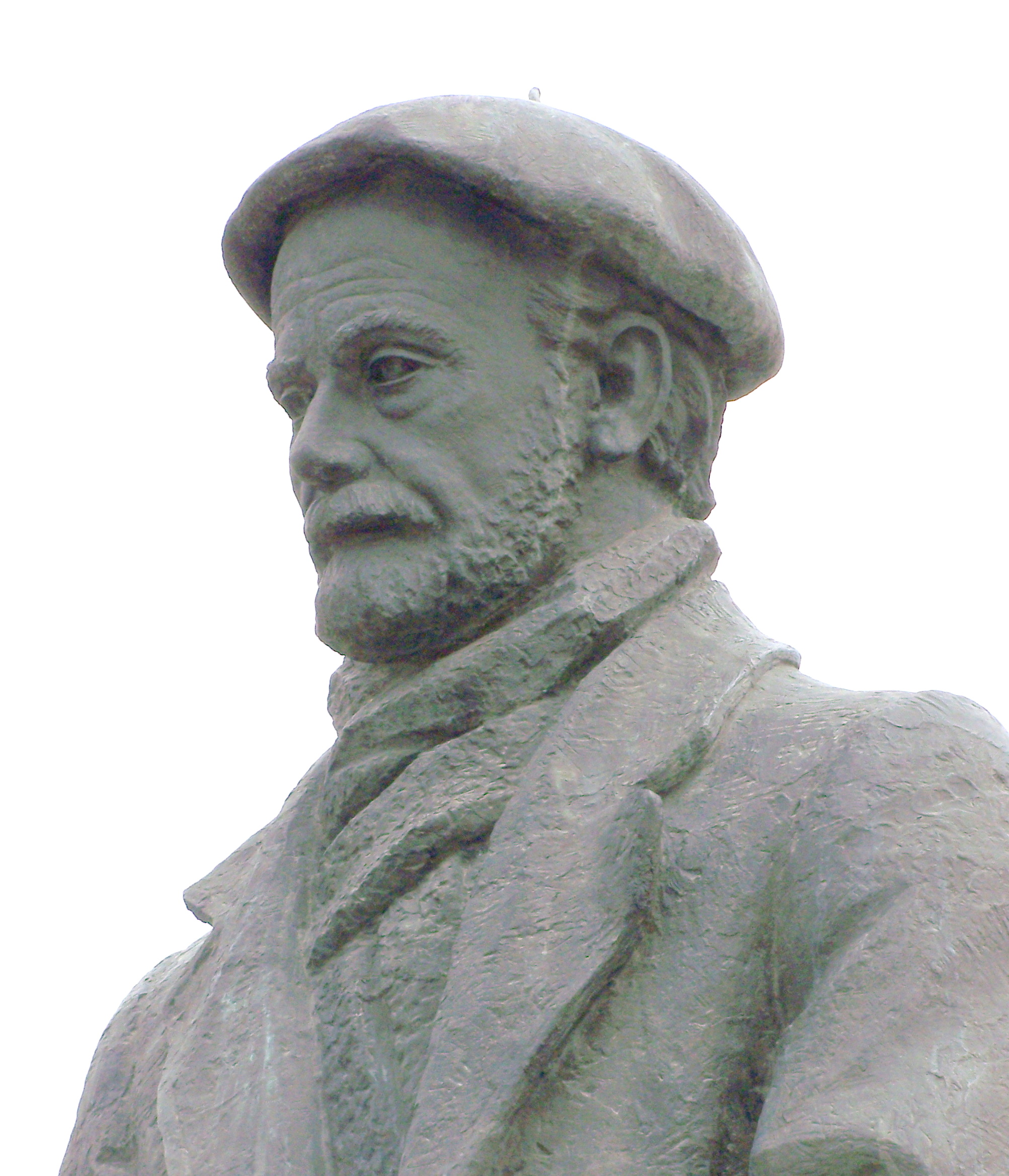
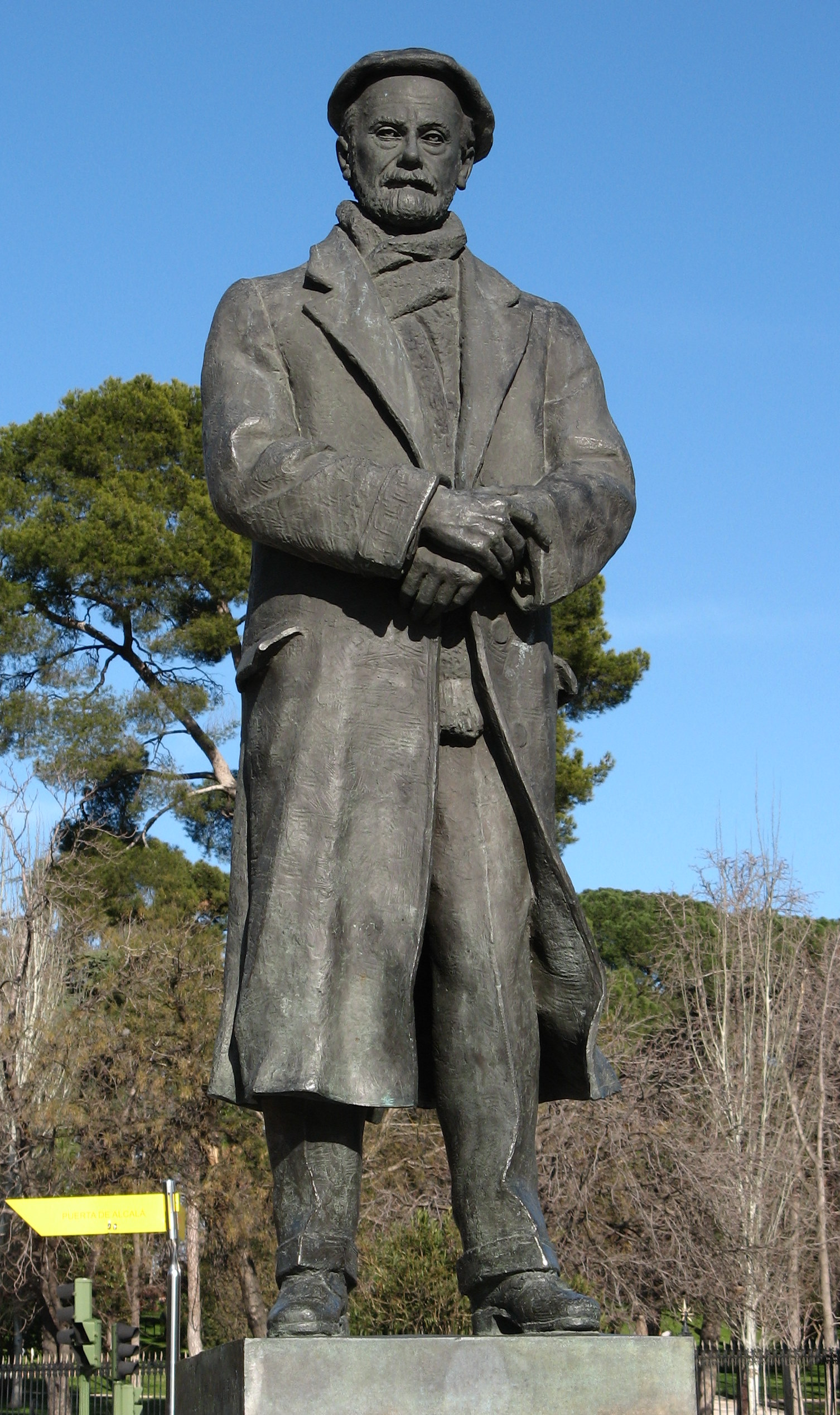
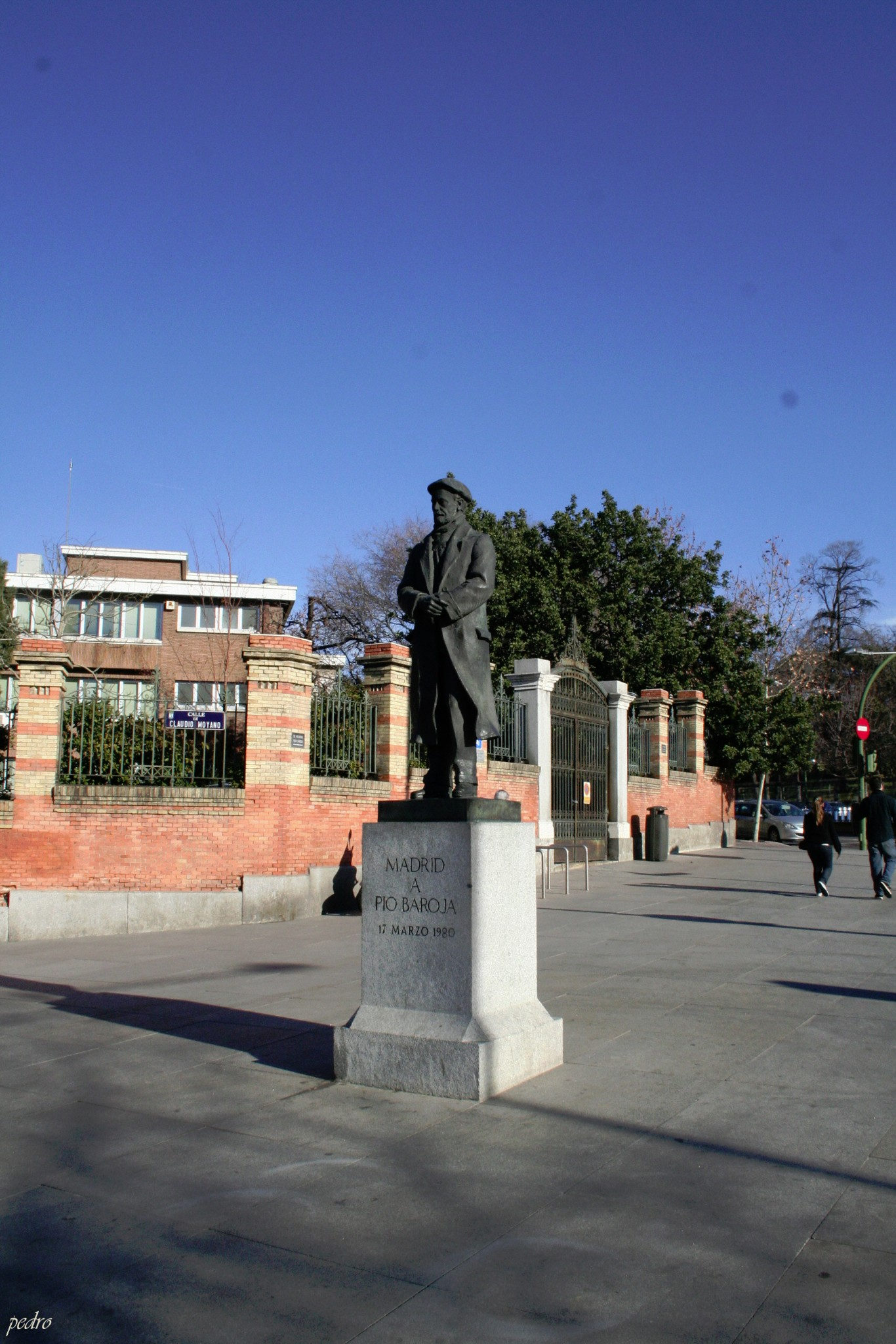
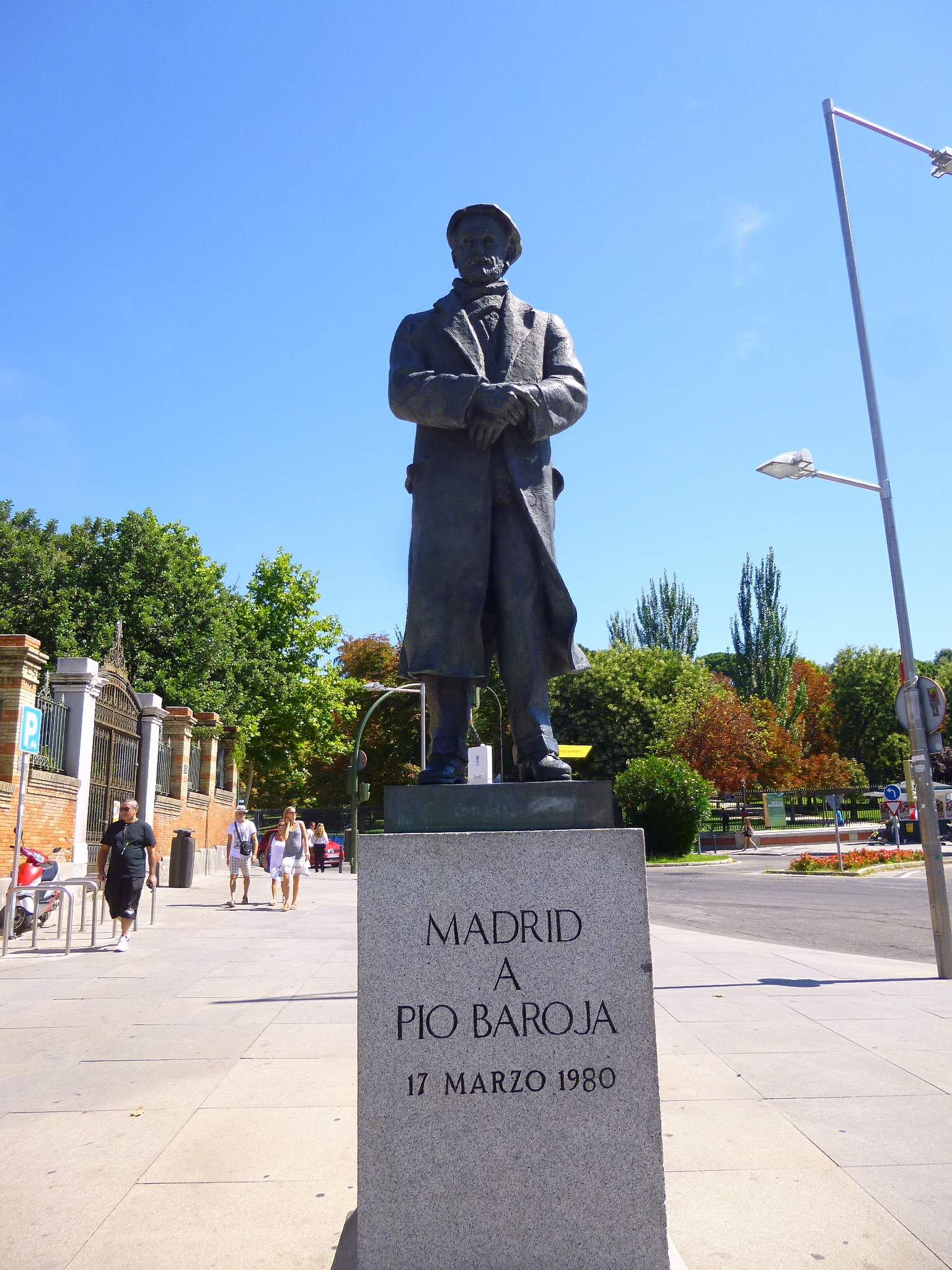
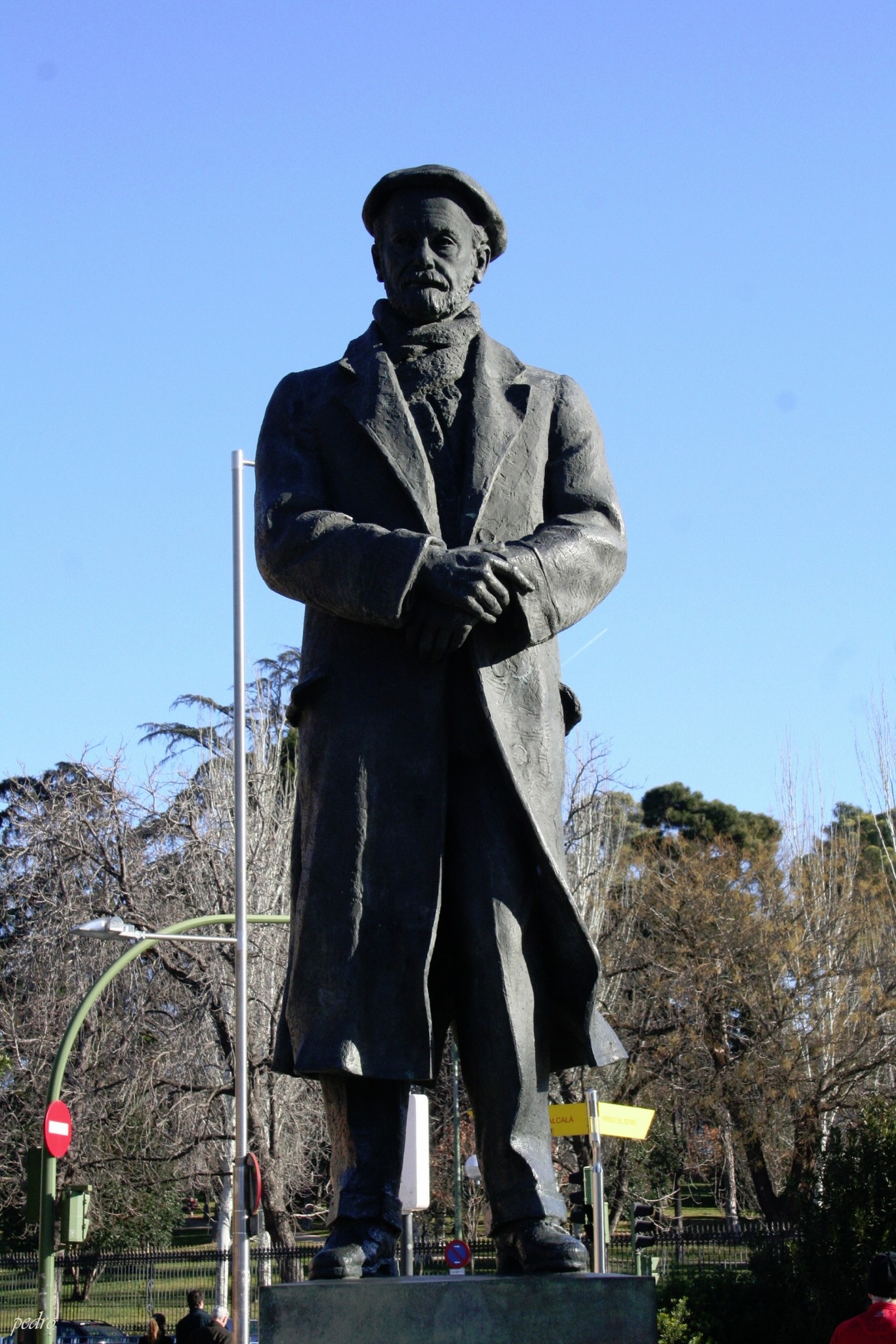